# Guerra Ítalo-Turca
A Guerra Ítalo-Turca ou Turco-Italiana (em turco:  Trablusgarp Savaşı, "Guerra Tripolitana", em italiano:  Guerra di Libia, "Guerra da Líbia") foi travada entre o Reino da Itália e o Império Otomano de 29 de setembro de 1911 a 18 de outubro de 1912. Como resultado deste conflito, a Itália capturou o Vilaiete de Tripolitânia, da qual as principais subprovíncias eram Fezzan, Cirenaica, e a própria Trípoli. Estes territórios tornaram-se as colônias da Tripolitânia Italiana e da Cirenaica, que mais tarde se fundiriam na Líbia Italiana.
Durante o conflito, as forças italianas também ocuparam as ilhas do Dodecaneso, no Mar Egeu. A Itália concordou em devolver o Dodecaneso ao Império Otomano no Tratado de Ouchy em 1912. No entanto, a imprecisão do texto, combinada com subsequentes acontecimentos adversos desfavoráveis ao Império Otomano (a eclosão das Guerras Balcânicas e da Primeira Guerra Mundial), permitiu uma administração italiana provisória das ilhas, e a Turquia acabou por renunciar a todas as reivindicações sobre estas ilhas em Artigo 15 do Tratado de Lausanne de 1923.
A guerra é considerada precursora da Primeira Guerra Mundial. Os membros da Liga Balcânica, vendo a facilidade com que a Itália derrotou os otomanos e motivados pelo incipiente nacionalismo balcânico, atacaram o Império Otomano em outubro de 1912, iniciando a Primeira Guerra Balcânica poucos dias antes do fim da Guerra Ítalo-Turca.
A Guerra Ítalo-Turca viu inúmeras mudanças tecnológicas, mais notavelmente o uso de aviões em combate. Em 23 de outubro de 1911, um piloto italiano, Capitano Carlo Piazza, sobrevoou as linhas turcas na primeira missão de reconhecimento aéreo do mundo, e em 1 de novembro, a primeira bomba aérea foi lançada pelo Sottotenente Giulio Gavotti, sobre as tropas turcas na Líbia, de um dos primeiros modelos de aeronave Etrich Taube. Os turcos, utilizando rifles, foram os primeiros a abater um avião. Outro uso da nova tecnologia foi uma rede de estações de telegrafia sem fio estabelecida logo após os pousos iniciais. Guglielmo Marconi, o inventor da telegrafia sem fio, veio à Líbia para realizar experimentos com o Corpo de Engenheiros Italiano.

## Prelúdio
As reivindicações italianas sobre a Líbia remontam à derrota otomana para o Império Russo durante a Guerra de 1877-1878 e às disputas subsequentes. No Congresso de Berlim em 1878, a França e o Reino Unido concordaram com a ocupação francesa da Tunísia e o controle britânico sobre Chipre, respectivamente, que eram ambas partes do Estado otomano em declínio.
Quando diplomatas italianos insinuaram uma possível oposição às manobras anglo-francesas por parte do seu governo, os franceses responderam que Trípoli teria sido uma contrapartida da Itália, que fez um acordo secreto com o governo britânico em fevereiro de 1887 através de uma troca diplomática de notas.  O acordo estipulava que a Itália apoiaria o controlo britânico no Egipto e que a Grã-Bretanha apoiaria igualmente a influência italiana na Líbia. Em 1902, a Itália e a França assinaram um tratado secreto que concedia liberdade de intervenção na Tripolitânia e em Marrocos. O acordo, negociado pelo ministro das Relações Exteriores italiano, Giulio Prinetti, e pelo embaixador francês Camille Barrère, pôs fim à rivalidade histórica entre ambas as nações pelo controle do Norte da África. No mesmo ano, o governo britânico prometeu à Itália que "qualquer alteração no estatuto da Líbia estaria em conformidade com os interesses italianos". Essas medidas pretendiam afrouxar o compromisso italiano com a Tríplice Aliança e, assim, enfraquecer a Alemanha, que a França e a Grã-Bretanha viam como o seu principal rival na Europa.
Após a Convenção Anglo-Russa e o estabelecimento da Tríplice Entente, o Czar Nicolau II e o Rei Vítor Emanuel III fizeram a Barganha Racconigi de 1909, na qual a Rússia reconheceu o interesse da Itália em Trípoli e na Cirenaica em troca do apoio italiano ao controle russo do Bósforo. No entanto, o governo italiano fez pouco para aproveitar essa oportunidade e por isso o conhecimento do território e dos recursos da Líbia permaneceu escasso nos anos seguintes. 
A remoção dos obstáculos diplomáticos coincidiu com o crescente fervor colonial. Em 1908, o Escritório Colonial Italiano foi elevado a Direção Central de Assuntos Coloniais. O nacionalista Enrico Corradini liderou o apelo público à ação na Líbia e, acompanhado pelo jornal nacionalista L'Idea Nazionale em 1911, exigiu uma invasão. A imprensa italiana iniciou uma campanha de lobby em grande escala para uma invasão da Líbia no final de março de 1911. Foi fantasiosamente descrito como rico em minerais e bem irrigado, defendido por apenas 4 000 soldados otomanos. Além disso, a sua população foi descrita como hostil aos otomanos e amigável aos italianos, e eles previram que a futura invasão seria pouco mais do que uma "caminhada militar".

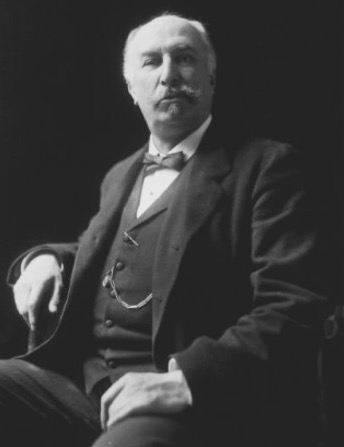
Primeiro-ministro italiano Giovanni Giolitti, 1905

O governo italiano permaneceu comprometido em 1911 com a manutenção do Império Otomano, que era amigo íntimo do seu aliado alemão. O primeiro-ministro Giovanni Giolitti rejeitou os apelos nacionalistas para o conflito sobre a Albânia otomana, que era vista como um possível projeto colonial, ainda no verão de 1911.
Contudo, a Crise de Agadir em que a acção militar francesa em Marrocos em abril de 1911 levaria ao estabelecimento de um protetorado francês, alterou os cálculos políticos. A liderança italiana decidiu então que poderia aceder com segurança às exigências públicas de um projecto colonial. As potências da Tríplice Entente deram grande apoio. O secretário de Relações Exteriores britânico, Edward Gray, declarou ao embaixador italiano em 28 de julho que apoiaria a Itália, não os otomanos. Em 19 de setembro, Gray instruiu o Subsecretário de Estado Permanente, Sir Arthur Nicolson, 1º Barão Carnock, que a Grã-Bretanha e a França não deveriam interferir nos desígnios da Itália para a Líbia. Entretanto, o governo russo instou a Itália a agir de “maneira rápida e resoluta”.
Em contraste com o seu envolvimento com as potências da Entente, a Itália ignorou largamente os seus aliados militares na Tríplice Aliança. Giolitti e o ministro das Relações Exteriores, Antonino Paternò Castello, concordaram em 14 de setembro em lançar uma campanha militar "antes que os governos austríaco e alemão [tivessem conhecimento] disso". A Alemanha tentava então activamente mediar entre Roma e Constantinopla, e o Ministro dos Negócios Estrangeiros Austro-Húngaro, Alois Lexa von Aehrenthal, advertiu repetidamente a Itália que a acção militar na Líbia ameaçaria a integridade do Império Otomano e criaria uma crise na Questão Oriental, o que desestabilizaria. a Península Balcânica e o equilíbrio de poder europeu. A Itália também previu esse resultado, uma vez que Paternò Castello, num relatório de julho ao rei e a Giolitti, expôs as razões a favor e contra a acção militar na Líbia, e levantou a preocupação de que a revolta dos Balcãs, que provavelmente se seguiria a um ataque italiano à Líbia, poderá forçar a Áustria-Hungria a tomar medidas militares nas áreas dos Balcãs reivindicadas pela Itália.
O Partido Socialista Italiano tinha forte influência sobre a opinião pública, mas estava na oposição e também dividido sobre o assunto. Agiu de forma ineficaz contra a intervenção militar. O futuro líder fascista italiano Benito Mussolini, que ainda era um socialista de esquerda, assumiu uma posição antiguerra proeminente. Uma oposição semelhante foi expressa no Parlamento por Gaetano Salvemini e Leone Caetani. 
Um ultimato foi apresentado ao governo otomano, liderado pelo Comitê de União e Progresso (CUP), na noite de 26 para 27 de setembro de 1911. Através da intermediação austro-húngara, os otomanos responderam com a proposta de transferir o controle da Líbia sem guerra e manter uma suserania otomana formal. Essa sugestão era comparável à situação no Egito, que estava sob a suserania otomana formal, mas estava sob controlo de facto dos britânicos. Giolitti recusou e a guerra foi declarada em 29 de setembro de 1911.

## Campanha militar

### Manobra de abertura

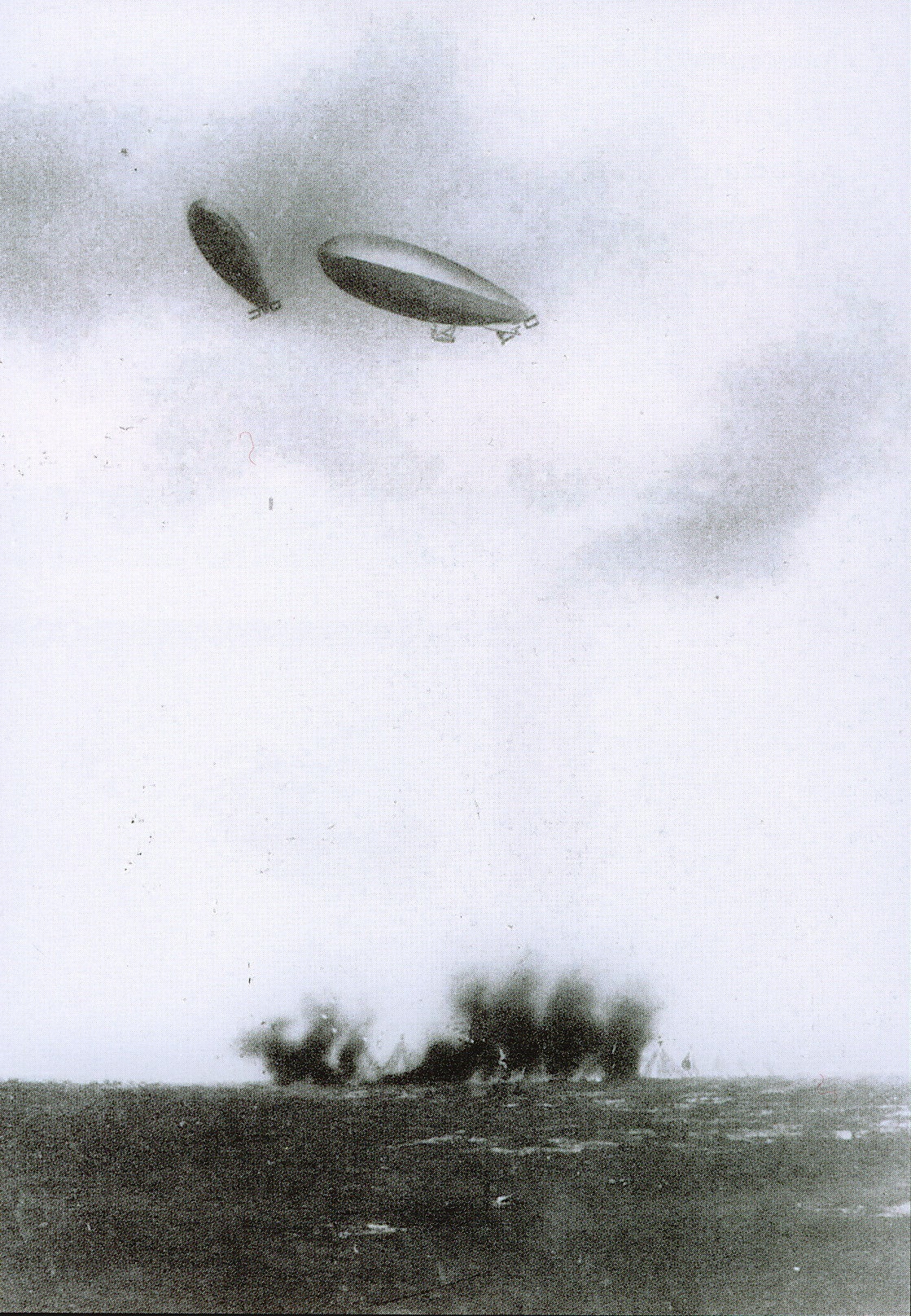
Dirigíveis italianos bombardeiam posições turcas em território líbio. A Guerra Ítalo-Turca foi a primeira na história a apresentar bombardeios aéreos por aviões e dirigíveis.

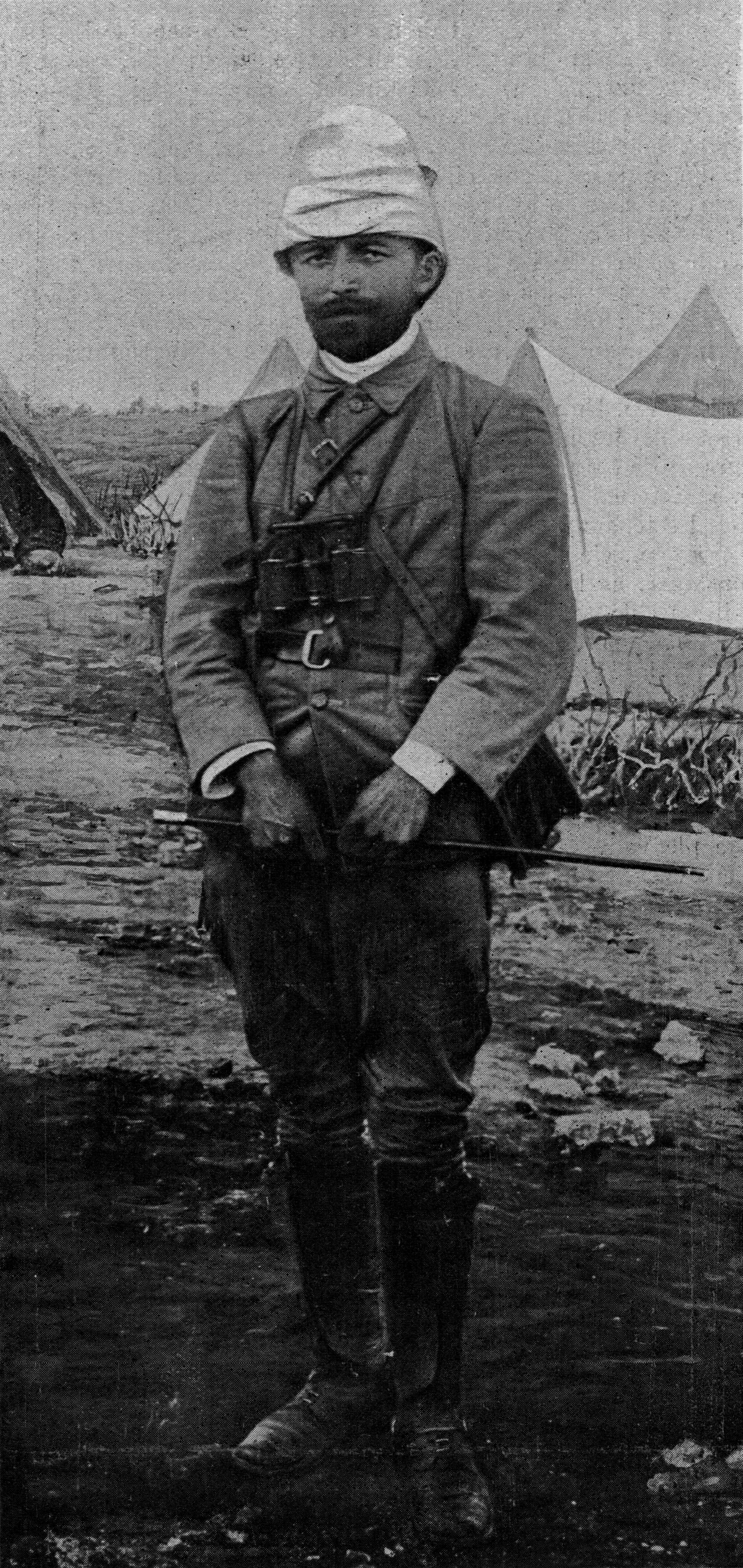
İsmail Enver na Cirenaica, 1911.

Apesar do tempo que teve para preparar a invasão, o Exército Real Italiano (Regio Esercito) estava em grande parte despreparado quando a guerra eclodiu. A frota italiana apareceu ao largo de Trípoli na noite de 28 de setembro, mas começou a bombardear o porto apenas em 3 de outubro. A cidade foi conquistada por 1.500 marinheiros, para grande entusiasmo da minoria intervencionista na Itália. Outra proposta de acordo diplomático foi rejeitada pelos italianos, e assim os otomanos decidiram defender a província.
Em 29 de setembro de 1911, a Itália publicou a declaração do seu interesse direto na Líbia. Sem uma resposta adequada, as forças italianas desembarcaram na costa da Líbia em 4 de outubro de 1911. Um número considerável de italianos vivia dentro do Império Otomano, habitando principalmente Istambul, Izmir e Salónica, lidando com o comércio e a indústria. A repentina declaração de guerra chocou tanto a comunidade italiana que vivia no Império quanto o governo otomano. Dependendo das relações amistosas mútuas, o Governo Otomano enviou os seus batalhões líbios para o Iémen, a fim de reprimir as rebeliões locais, deixando apenas a polícia militar na Líbia.
Portanto, os otomanos não tinham um exército completo na Tripolitânia. Muitos dos oficiais otomanos tiveram de viajar para lá pelos seus próprios meios, muitas vezes secretamente, através do Egipto, uma vez que o governo britânico não permitia que as tropas otomanas fossem transportadas em massa através do Egipto. A Marinha Otomana era demasiado fraca para transportar tropas por mar. Os otomanos organizaram os líbios locais para a defesa contra a invasão italiana.
Entre 1911 e 1912, mais de 1 000 somalis de Mogadíscio, capital da Somalilândia italiana, serviram como unidades de combate junto com soldados eritreus e italianos na Guerra Ítalo-Turca.  A maior parte das tropas somalis estacionadas voltariam para casa apenas em 1935, quando foram transferidas de volta para a Somalilândia italiana em preparação para a invasão da Etiópia.

### Tropas italianas desembarcando na Líbia
O primeiro desembarque de tropas italianas ocorreu no dia 10 de outubro. Não tendo experiências militares anteriores e carecendo de planeamento adequado para invasões anfíbias, os exércitos italianos invadiram as costas da Líbia, enfrentando numerosos problemas durante os seus desembarques e destacamentos. Após um bombardeamento destrutivo das suas fortificações otomanas, a cidade de Trípoli e seus arredores foram rapidamente conquistados por 1 500 marinheiros italianos.
O contingente italiano de 20 000 soldados foi então considerado suficiente para realizar a conquista. Tobruk, Derna e Khoms foram facilmente conquistados, mas o mesmo não aconteceu com Benghazi. O primeiro verdadeiro revés para as tropas italianas aconteceu em 23 de outubro em Shar al-Shatt, quando a má colocação das tropas perto de Trípoli levou-as a serem quase completamente cercadas por uma cavalaria árabe mais móvel, apoiada por algumas unidades regulares otomanas. O ataque foi retratado como uma simples revolta pela imprensa italiana, embora quase tenha aniquilado grande parte do pequeno corpo expedicionário italiano. 
O corpo foi consequentemente ampliado para 100 000 homens, que tiveram de enfrentar 20 000 líbios e 8 000 otomanos. A guerra se transformou em uma guerra de posição. Mesmo a utilização italiana de carros blindados  e de poder aéreo, ambos entre os primeiros na guerra moderna, teve pouco efeito no resultado inicial.  No primeiro uso militar de uma aeronave mais pesada que o ar, o Capitano Carlo Piazza realizou o primeiro vôo de reconhecimento em 23 de outubro de 1911. Uma semana depois, o Sottotenente Giulio Gavotti lançou quatro granadas sobre Tajura (árabe: تاجوراء Tājūrā', ou Tajoura) e Ain Zara no primeiro bombardeio aéreo da história. 

### Fase de trincheira

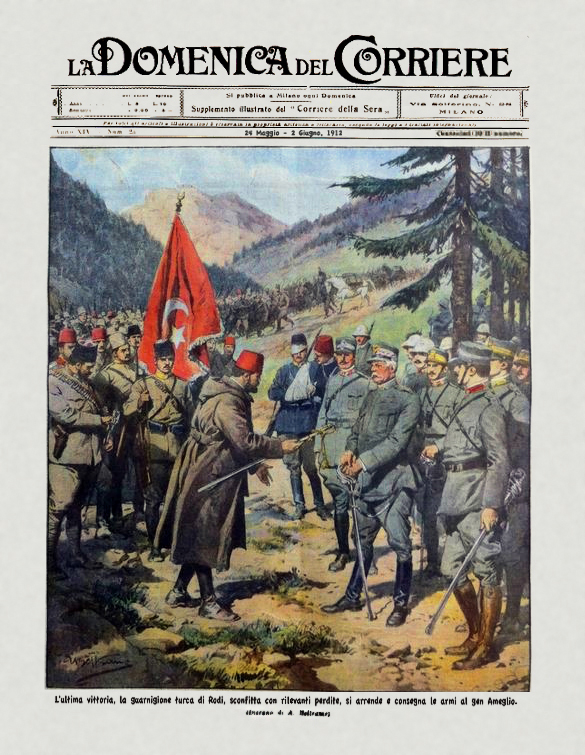
16 de maio de 1912: rendição da guarnição otomana em Rodes ao general italiano Giovanni Ameglio, perto de Psithos (do semanário italiano La Domenica del Corriere, 26 de maio – 2 de junho de 1912).

As forças italianas tecnologicamente e numericamente superiores conseguiram facilmente tomar a costa. No entanto, os italianos ainda não conseguiram penetrar profundamente no interior. Os líbios e os turcos, estimados em 15 000, fizeram ataques frequentes, dia e noite, à guarnição italiana fortemente entrincheirada nos subúrbios ao sul de Benghazi. Os quatro regimentos de infantaria italianos na defensiva foram apoiados pelos cruzadores San Marco e Agordat. Os italianos raramente tentavam uma surtida.
Um ataque de 20 000 soldados otomanos e locais foi repelido em 30 de novembro, com perdas consideráveis. Pouco depois, a guarnição foi reforçada pelo 57º regimento de infantaria da Itália. O encouraçado Regina Elena também chegou de Tobruk. Durante a noite de 14 e 15 de dezembro, os otomanos atacaram com grande força, mas foram repelidos com a ajuda do fogo dos navios. Os italianos perderam vários canhões de campanha. 
Em Derna, os otomanos e os líbios eram estimados em 3 500, mas eram constantemente reforçados, e esperava-se um ataque geral à posição italiana. As forças italianas e turcas em Trípoli e na Cirenaica foram constantemente reforçadas, uma vez que a retirada otomana para o interior lhes permitiu reforçar consideravelmente as suas tropas.
Na falta de uma marinha considerável, os otomanos não conseguiram enviar forças regulares para a Líbia. O governo otomano apoiou um grande número de jovens oficiais para viajarem para a área, a fim de reunir a população local e coordenar a resistência. İsmail Enver, Mustafa Kemal Atatürk, Ali Fethi Okyar, Cami Baykurt, Nuri Conker e muitos outros oficiais turcos conseguiram chegar à Líbia, viajando sob identidades secretas como cobertura de médico, jornalista entre outros. O otomano Şehzade Osman Fuad também se juntou a estes oficiais, concedendo apoio real à resistência. Durante a guerra, Mustafa Kemal Bey, o futuro fundador da República da Turquia, foi ferido por estilhaços no olho. O custo da guerra foi custeado principalmente por ofertas voluntárias de muçulmanos; homens, armas, munições e todo o tipo de outros fornecimentos eram constantemente enviados para as fronteiras do Egipto e da Tunísia, apesar da sua neutralidade. Os italianos ocuparam Sidi Barrani na costa entre Tobruk e Solum para evitar que o contrabando e as tropas entrassem através da fronteira egípcia, e os bloqueadores navais guardavam a costa, bem como capturavam vários navios à vela carregados de contrabando.

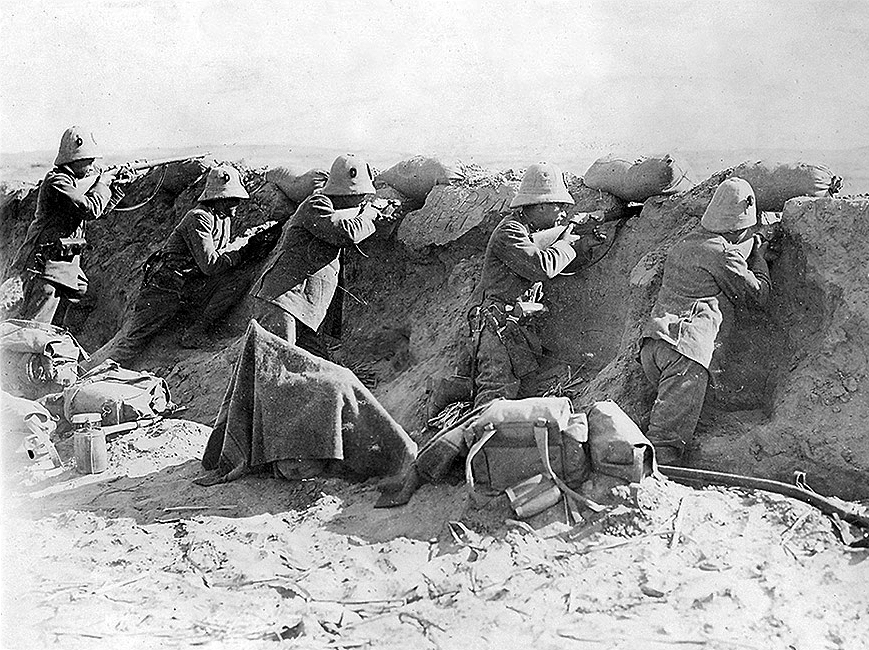
Tropas italianas disparando contra os turcos em Trípoli, 1911.

As tropas italianas desembarcaram em Tobruk após um breve bombardeio em 4 de dezembro de 1911, ocuparam a costa e marcharam em direção ao interior enfrentando fraca resistência. Um pequeno número de soldados otomanos e voluntários líbios foram posteriormente organizados pelo capitão Mustafa Kemal Atatürk. A pequena Batalha de Tobruk, em 22 de dezembro, resultou na vitória de Mustafa Kemal. Com essa conquista, ele foi designado para o quartel da Guerra de Derna para coordenar o campo em 6 de março de 1912.  A campanha da Líbia chegou a um impasse em dezembro de 1911. 
Em 3 de março de 1912, 1 500 voluntários líbios atacaram as tropas italianas que construíam trincheiras perto de Derna. Os italianos, que estavam em menor número, mas tinham armamento superior, mantiveram a linha. A falta de coordenação entre as unidades italianas enviadas de Derna como reforços e a intervenção da artilharia otomana ameaçaram a linha italiana, e os líbios tentaram cercar as tropas italianas. Outros reforços italianos, porém, estabilizaram a situação e a batalha terminou à tarde com uma vitória italiana. 
Em 14 de setembro, o comando italiano enviou três colunas de infantaria para desmantelar o acampamento árabe perto de Derna. As tropas italianas ocuparam um planalto e interromperam as linhas de abastecimento otomanas. Três dias depois, o comandante otomano, İsmail Enver, atacou as posições italianas no planalto. O maior fogo italiano fez recuar os soldados otomanos, que foram cercados por um batalhão de Alpini e sofreram pesadas perdas. Um ataque otomano posterior teve o mesmo resultado. Então, as operações na Cirenaica cessaram até o final da guerra.
Embora alguns elementos da população local tenham colaborado com os italianos, os contra-ataques dos soldados otomanos com a ajuda das tropas locais confinaram o exército italiano à região costeira.  Na verdade, no final de 1912 os italianos tinham feito pouco progresso na conquista da Líbia. Os soldados italianos foram sitiados em sete enclaves nas costas da Tripolitânia e da Cirenaica. A maior delas ficava em Trípoli e se estendia por apenas 15 km da cidade. 

### Guerra naval

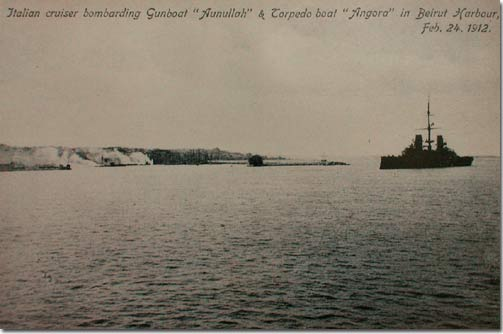
Cruzador italiano bombardeia navios otomanos no porto de Beirute.

No mar, os italianos gozavam de clara vantagem. A Marinha Italiana tinha sete vezes a tonelagem da Marinha Otomana e era mais bem treinada.
Em janeiro de 1912, o cruzador italiano Piemonte, com os destróieres da classe Soldato Artigliere e Garibaldino, afundou sete canhoneiras otomanas (Ayintab, Bafra, Gökcedag, Kastamonu, Muha, Ordu e Refahiye ) e um iate (Sipka) na Batalha da Baía de Kunfuda. Os italianos bloquearam os portos otomanos no Mar Vermelho e forneceram e apoiaram ativamente o Emirado de Asir, que também estava em guerra com o Império Otomano.

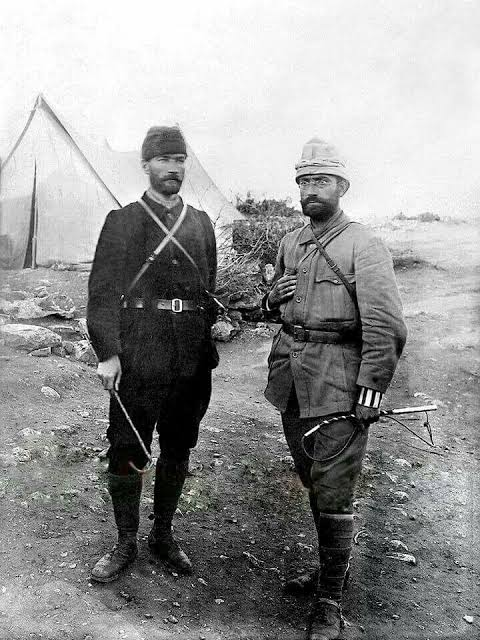
Os oficiais militares otomanos Mustafa Kemal (à esquerda) e Nuri Conker (à direita).

Então, em 24 de fevereiro, na Batalha de Beirute, dois cruzadores blindados italianos atacaram e afundaram uma corveta casamata otomana e seis isqueiros, recuaram e retornaram e depois afundaram um torpedeiro otomano. Só Avnillah sofreu 58 mortos e 108 feridos. Em contraste, os navios italianos não sofreram baixas nem foram atingidos diretamente por nenhum dos navios de guerra otomanos. A Itália temia que as forças navais otomanas em Beirute pudessem ser usadas para ameaçar a aproximação ao Canal de Suez. A presença naval otomana em Beirute foi completamente aniquilada e as baixas do lado otomano foram pesadas. A Marinha italiana obteve o domínio naval completo do sul do Mediterrâneo durante o resto da guerra.
Embora a Itália pudesse estender o seu controlo a quase todos os 2 000 km da costa da Líbia entre abril e início de agosto de 1912, as suas forças terrestres não podiam aventurar-se para além da protecção dos canhões da Marinha e por isso estavam limitadas a uma estreita faixa costeira. No verão de 1912, a Itália iniciou operações contra as possessões otomanas no Mar Egeu com a aprovação das outras potências, que estavam ansiosas por pôr fim a uma guerra que durava muito mais tempo do que o esperado. A Itália ocupou doze ilhas no mar, compreendendo a província otomana de Rodes, que então ficou conhecida como Dodecaneso, mas que levantou o descontentamento da Áustria-Hungria, que temia que isso pudesse alimentar o irredentismo de nações como a Sérvia e a Grécia e causar desequilíbrio na situação já frágil na região dos Balcãs. A única outra operação militar relevante do verão foi um ataque de cinco torpedeiros italianos nos Dardanelos, em 18 de julho.

### Guerra irregular e atrocidades

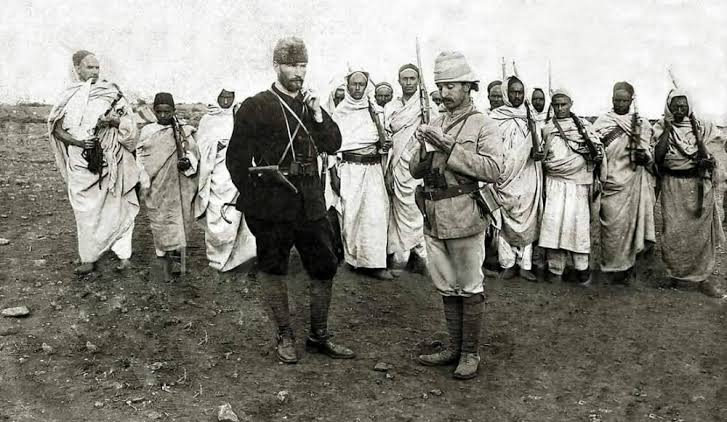
Mustafa Kemal (à esquerda) com um oficial militar otomano e mujahidin líbios.

Com um decreto de 5 de novembro de 1911, a Itália declarou a sua soberania sobre a Líbia. Embora os italianos controlassem a costa, muitas das suas tropas foram mortas em batalha e quase 6 000 soldados otomanos permaneceram para enfrentar um exército de quase 140 000 italianos. Como resultado, os otomanos começaram a usar táticas de guerrilha. Na verdade, alguns oficiais dos “Jovens Turcos” chegaram à Líbia e ajudaram a organizar uma guerra de guerrilha com os mujahidin locais. Muitos líbios locais uniram forças com os otomanos por causa da sua fé comum contra os "invasores cristãos" e iniciaram uma sangrenta guerra de guerrilha. As autoridades italianas adoptaram muitas medidas repressivas contra os rebeldes, tais como enforcamentos públicos como retaliação a emboscadas.

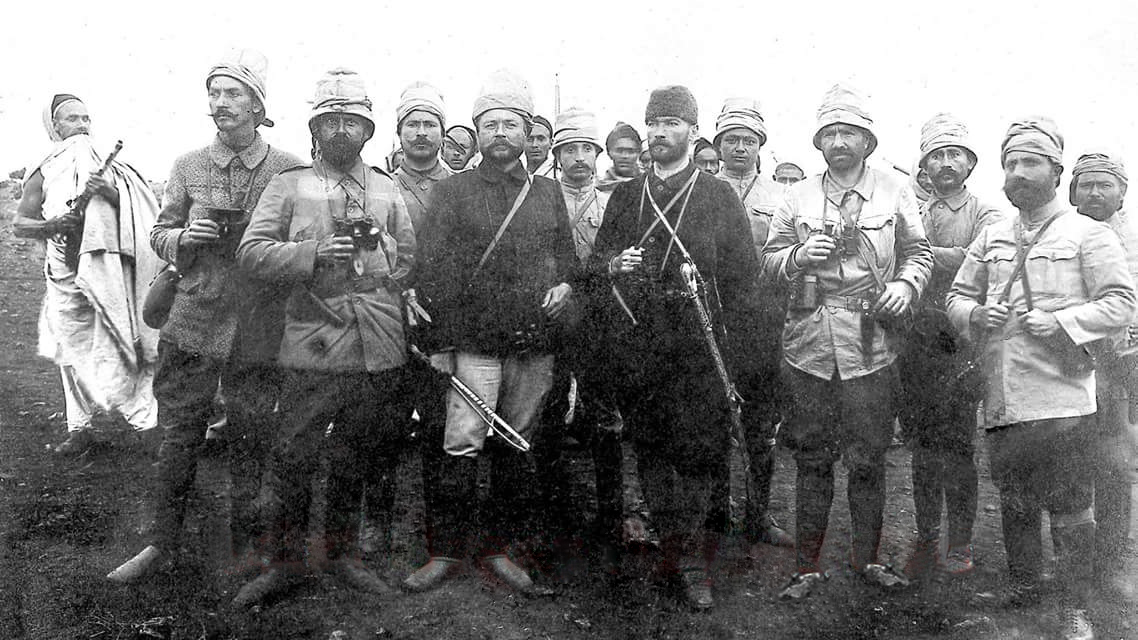
Grupo de oficiais militares otomanos (incluindo Mustafa Kemal).

Em 23 de outubro de 1911, mais de 500 soldados italianos foram massacrados pelas tropas turcas em Sciara Sciatt, nos arredores de Trípoli. Como consequência, no dia seguinte, o massacre de Trípoli em 1911 fez com que as tropas italianas assassinassem sistematicamente milhares de civis, deslocando-se um a um pelas casas e jardins locais, inclusive incendiando uma mesquita com 100 refugiados no seu interior. Embora as autoridades italianas tenham tentado impedir que a notícia do massacre se espalhasse, o incidente rapidamente se tornou conhecido internacionalmente. Os italianos começaram a mostrar fotografias dos soldados italianos massacrados em Sciara Sciat para justificar a sua vingança.

## Tratado de Ouchy

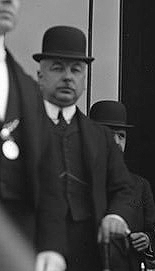
Rumbeyoğlu Fahreddin Bey liderou a delegação turca em Lausanne (1912).

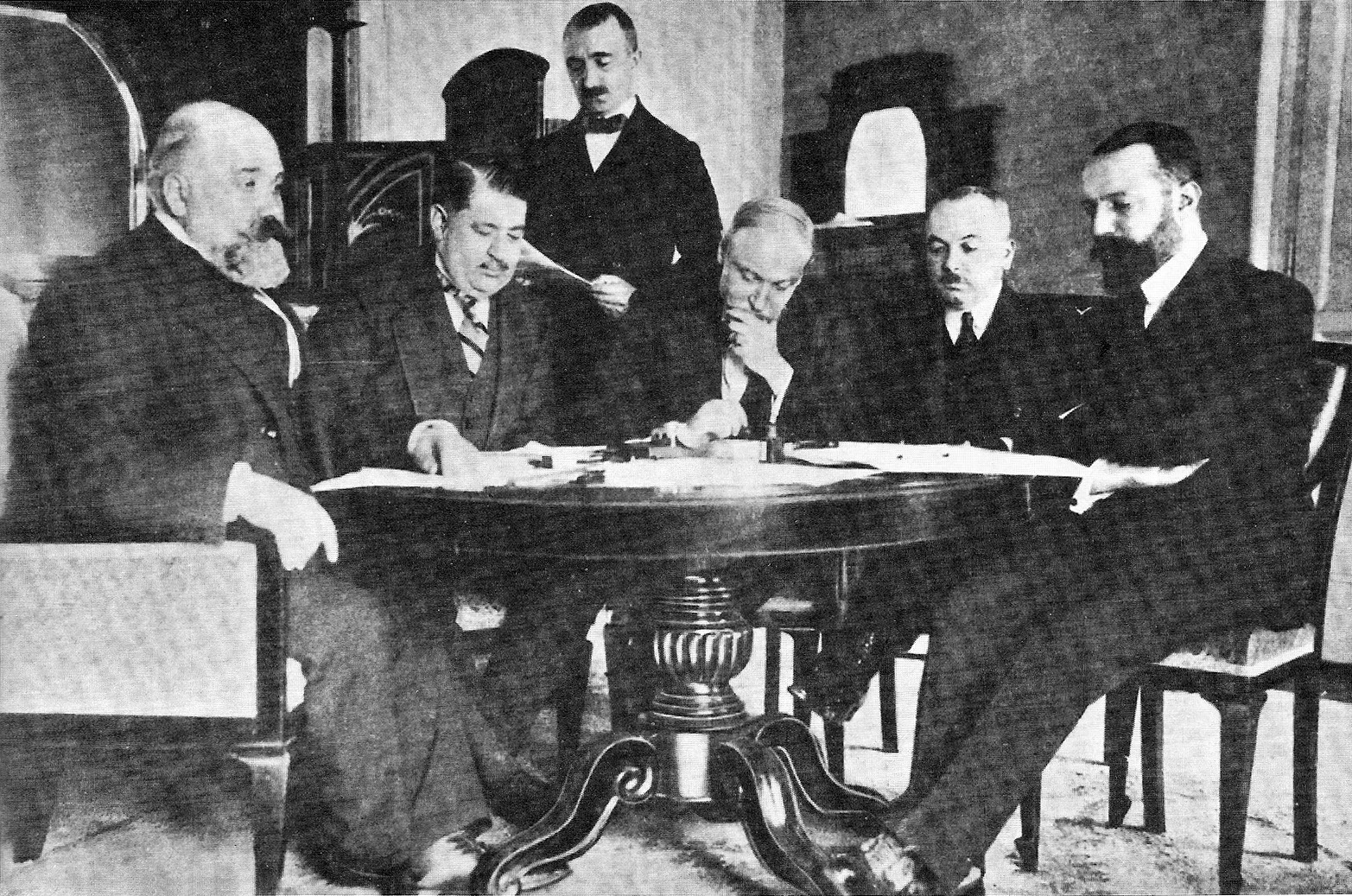
Delegações turca e italiana em Lausanne (1912). Da esquerda para a direita (assentos): Pietro Bertolini, Mehmet Nabi Bey, Guido Fusinato, Rumbeyoğlu Fahreddin Bey, e Giuseppe Volpi.

Os diplomatas italianos decidiram aproveitar a situação para obter um acordo de paz favorável. Em 18 de outubro de 1912, a Itália e o Império Otomano assinaram um tratado em Ouchy, em Lausanne, denominado Primeiro Tratado de Lausanne, que muitas vezes também é chamado de Tratado de Ouchy para distingui-lo do Tratado de Lausanne de 1923 (o Segundo Tratado de Lausanne).
As principais disposições do tratado foram as seguintes:
- Os otomanos retirariam todo o pessoal militar dos vilaietes de Trablus e Benghazi (Líbia), mas em troca, a Itália devolveria Rodes e as outras ilhas do Egeu que possuía aos otomanos.
- Os vilaietes de Trablus e Benghazi teriam um status especial e um naib (regente), e um kadi (juiz) representaria o califa.
- Antes da nomeação dos cádis e dos naibs, os otomanos consultavam o governo italiano.
- O governo otomano seria responsável pelas despesas destes cádis e naibs.

Os acontecimentos subsequentes impediram, no entanto, o regresso do Dodecaneso à Turquia. A Primeira Guerra dos Balcãs eclodiu pouco antes da assinatura do tratado. A Turquia não estava em posição de reocupar as ilhas enquanto os seus principais exércitos estavam envolvidos numa luta amarga para preservar os seus territórios restantes nos Balcãs. Para evitar uma invasão grega das ilhas, foi implicitamente acordado que o Dodecaneso permaneceria sob administração italiana neutra até ao fim das hostilidades entre os gregos e os otomanos, após o que as ilhas voltariam ao domínio otomano.
O envolvimento contínuo da Turquia nas Guerras dos Balcãs, logo seguida pela Primeira Guerra Mundial (que encontrou a Turquia e a Itália novamente em lados opostos), significou que as ilhas nunca foram devolvidas ao Império Otomano. A Turquia desistiu das suas reivindicações sobre as ilhas no Tratado de Lausana, e o Dodecaneso continuou a ser administrado pela Itália até 1947, quando após a derrota italiana na Segunda Guerra Mundial, as ilhas foram cedidas à Grécia.

## Consequências
A invasão da Líbia foi um empreendimento caro para a Itália. Em vez dos 30 milhões de liras por mês considerados suficientes no início, atingiu um custo de 80 milhões por mês durante um período muito mais longo do que o inicialmente estimado.  A guerra custou à Itália 1,3 bilhão de liras, quase um bilhão a mais do que Giovanni Giolitti estimou antes da guerra. Isto arruinou dez anos de prudência fiscal.
Após a retirada do exército otomano, os italianos puderam facilmente estender a sua ocupação do país, tomando a Tripolitânia Oriental, Ghadames, Djebel e Fezzan com Murzuk durante 1913. A eclosão da Primeira Guerra Mundial com a necessidade de trazer de volta as tropas para Itália, a proclamação da Jihad pelos Otomanos e a revolta dos Líbios na Tripolitânia forçaram os Italianos a abandonar todo o território ocupado e a entrincheirar-se em Trípoli, Derna, e na costa da Cirenaica. O controlo italiano sobre grande parte do interior da Líbia permaneceu ineficaz até ao final da década de 1920, quando as forças comandadas pelos generais Pietro Badoglio e Rodolfo Graziani travaram sangrentas campanhas de pacificação. A resistência só desapareceu após a execução do líder rebelde Omar Mukhtar, em 15 de setembro de 1931. O resultado da colonização italiana para a população líbia foi que, em meados da década de 1930, esta havia sido cortada pela metade devido à emigração, à fome e às baixas de guerra. A população líbia em 1950 estava no mesmo nível de 1911, aproximadamente 1,5 milhões.

### Europa, Balcãs e Primeira Guerra Mundial
Em 1924, o diplomata sérvio Miroslav Spalajković pôde relembrar os acontecimentos que levaram à Primeira Guerra Mundial e as suas consequências e o estado do ataque italiano, "todos os acontecimentos subsequentes nada mais são do que a evolução daquela primeira agressão".  Ao contrário do Egito controlado pelos britânicos, a Tripolitânia otomana, que constituía a atual Líbia, era o território central do Império, como o dos Bálcãs.  A coligação que defendeu os otomanos durante a Guerra da Crimeia (1853-1856), minimizou as perdas territoriais otomanas no Congresso de Berlim (1878) e apoiou os otomanos durante a crise búlgara (1885-88) tinha desaparecido em grande parte. A reacção nos Balcãs à declaração de guerra italiana foi imediata. O primeiro projecto da Sérvia de um tratado militar com a Bulgária contra a Turquia foi escrito em novembro de 1911, com um tratado defensivo assinado em março de 1912 e um tratado ofensivo assinado em maio de 1912 centrado na acção militar contra o Sudeste Europeu governado pelos Otomanos. A série de tratados bilaterais entre Grécia, Bulgária, Sérvia e Montenegro que criaram a Liga Balcânica foi concluída em 1912, com a Primeira Guerra Balcânica (1912-1913) começando por um ataque montenegrino em 8 de outubro de 1912, dez dias antes do Tratado de Ouchy.  A vitória rápida e quase completa da Liga dos Balcãs surpreendeu os observadores contemporâneos. No entanto, os sérvios ficaram descontentes com a divisão do território capturado e continuaram a deter áreas prometidas à Bulgária, o que resultou na Segunda Guerra Balcânica (1913), na qual a Sérvia, a Grécia, os Otomanos e a Romênia tomaram quase todo o território que a Bulgária ocupava. havia capturado na primeira guerra. Na sequência da enorme mudança no equilíbrio de poder regional, a Rússia mudou a sua aliança principal na região da Bulgária para a Sérvia e garantiu a autonomia sérvia de qualquer intervenção militar externa. O assassinato do arquiduque Francisco Ferdinando, herdeiro do trono austro-húngaro, por um nacionalista sérvio e o resultante plano austro-húngaro de ação militar contra a Sérvia foi um grande evento precipitante da Primeira Guerra Mundial (1914-1918).
A Guerra Ítalo-Turca ilustrou aos governos francês e britânico que a Itália era mais valiosa para eles dentro da Tríplice Aliança do que ser formalmente aliada da Entente. Em janeiro de 1912, o diplomata francês Paul Cambon escreveu a Raymond Poincaré que a Itália era "mais pesada do que útil como aliada. Contra a Áustria, ela nutre uma hostilidade latente que nada pode desarmar". As tensões dentro da Tríplice Aliança acabariam por levar a Itália a assinar o Tratado de Londres de 1915, que a obrigava a abandonar a Tríplice Aliança e a aderir à Entente. 
Na própria Itália, funerais massivos de heróis caídos aproximaram a Igreja Católica do governo do qual há muito estava alienada. Surgiu um culto ao sacrifício patriótico em que a guerra colonial foi celebrada de forma agressiva e imperialista. A ideologia da “cruzada” e do “martírio” caracterizou os funerais. O resultado foi a consolidação da cultura de guerra católica entre os italianos devotos, que logo foi expandida para incluir o envolvimento italiano na Grande Guerra (1915-1918). Esse espírito agressivo foi reavivado pelos fascistas na década de 1920 para fortalecer o seu apoio popular.
A resistência na Líbia foi uma experiência importante para os jovens oficiais do Exército Otomano, como Mustafa Kemal Atatürk, İsmail Enver, Ali Fethi Okyar, Cami Baykurt, Nuri Conker e muitos outros. Esses jovens oficiais desempenhariam importantes funções e realizações militares na Primeira Guerra Mundial, lideraram a guerra de independência turca e fundaram a República da Turquia.

### Destino das Ilhas do Dodecaneso
Por causa da Primeira Guerra Mundial, o Dodecaneso permaneceu sob ocupação militar italiana. De acordo com o Tratado de Sèvres de 1920, que nunca foi ratificado, a Itália deveria ceder todas as ilhas, exceto Rodes, à Grécia, em troca de uma vasta zona de influência italiana no sudoeste da Anatólia. No entanto, a derrota grega na Guerra Greco-Turca e a fundação da Turquia moderna criaram uma nova situação que tornou impossível a aplicação dos termos desse tratado. No Artigo 15 do Tratado de Lausanne de 1923, que substituiu o Tratado de Sèvres de 1920, a Turquia reconheceu formalmente a anexação italiana do Dodecaneso. A população era em grande parte grega e, por tratado de 1947, as ilhas acabaram por se tornar parte da Grécia.

## Literatura
Em seu livro Primo Türk Cocugu (Primo, a Criança Turca), o renomado autor turco Ömer Seyfettin conta a história ficcional de um menino que vive na cidade otomana de Selânik (hoje Salonica), que tem que escolher sua identidade nacional entre seu pai turco e sua mãe italiana após a Guerra Ítalo-Turca de 1911-1912 e as Guerras Balcânicas de 1912-1913.

### Em outras línguas
- Bertarelli, L.V. (1929). Guida d'Italia, Vol. XVII (em italiano). Milano: Consociazione Turistica Italiana
- Maltese, Paolo. "L'impresa di Libia", in Storia Illustrata #167, October 1971.
- "1911–1912 Turco–Italian War and Captain Mustafa Kemal". Ministry of Culture of Turkey, edited by Turkish Armed Forces-Division of History and Strategical Studies, pp. 62–65, Ankara, 1985.
- Schill, Pierre. Réveiller l'archive d'une guerre coloniale. Photographies et écrits de Gaston Chérau, correspondant de guerre lors du conflit italo-turc pour la Libye (1911–1912), éd. Créaphis, 2018. 480 pages and 230 photographs. ISBN 978-2-35428-141-0
- Awaken the archive of a colonial war. Photographs and writings of a French war correspondent during the Italo-Turkish war in Libya (1911–1912). With contributions from art historian Caroline Recher, critic Smaranda Olcèse, writer Mathieu Larnaudie and historian Quentin Deluermoz.
- "Trablusgarp Savaşı Ve 1911–1912 Türk-İtalyan İlişkileri: Tarblusgarp Savaşı'nda Mustafa Kemal Atatürk'le İlgili Bazı Belgeler", Hale Şıvgın, Türk Tarih Kurumu Basımevi, 2006, ISBN 978-975-16-0160-5